# Фетерстон (тауншип, Миннесота)
Фетерстон (англ. Featherstone) — тауншип в округе Гудхью, Миннесота, США. На 2000 год его население составило 785 человек.

## География
По данным Бюро переписи населения США площадь тауншипа составляет 93,0 км², из которых 93,0 км² занимает суша, водоёмов нет.

## Демография
По данным переписи населения 2000 года здесь находились 785 человек, 274 домохозяйства и 241 семья.  Плотность населения —  8,4 чел./км².  На территории тауншипа расположено 282 постройки со средней плотностью 3,0 построек на один квадратный километр. Расовый состав населения: 98,73 % белых, 0,25 % коренных американцев, 0,25 % азиатов, 0,38 % — других рас США и 0,38 % приходится на две или более других рас. Испанцы или латиноамериканцы любой расы составляли 0,76 % от популяции тауншипа.
Из 274 домохозяйств в 36,5 % воспитывались дети до 18 лет, в 82,1 % проживали супружеские пары, в 1,8 % проживали незамужние женщины и в 12,0 % домохозяйств проживали несемейные люди. 9,5 % домохозяйств состояли из одного человека, при том 3,6 % из — одиноких пожилых людей старше 65 лет. Средний размер домохозяйства — 2,86, а семьи — 3,06 человека.
24,8 % населения — младше 18 лет, 7,9 % — в возрасте от 18 до 24 лет, 25,5 % — от 25 до 44, 29,3 % — от 45 до 64, и 12,5 % — старше 65 лет. Средний возраст — 41 лет. На каждые 100 женщин приходилось 106,6 мужчин.  На каждые 100 женщин старше 18 приходилось 100,7 мужчин.
Средний годовой доход домохозяйства составлял 56 136 долларов, а средний годовой доход семьи —  60 417 долларов. Средний доход мужчин —  37 125  долларов, в то время как у женщин — 24 792. Доход на душу населения составил 24 489 долларов. За чертой бедности находились 0,8 % семей и 1,8 % всего населения тауншипа, из которых 2,1 % младше 18 и 3,1 % старше 65 лет.